# Đại ca đi học
Đại ca đi học (tiếng Hàn: 조폭인 내가 고등학생이 되었습니다; Tiếng Anh: High School Return of a Gangster) là một bộ phim truyền hình dài tập của Hàn Quốc năm 2024 với sự tham gia của Yoon Chan-young, Bong Jae-hyun và Lee Seo-jin được chuyển thể từ manhwa do Horol sáng tác. Phim được phát sóng trên TVING, Wavve, Watcha và Viu từ ngày 29 tháng 5 đến ngày 19 tháng 6 năm 2024, thứ Tư hàng tuần lúc 14:00 (KST). Hai tập đầu tiên được công chiếu và phát hành tại rạp CGV vào ngày 22 tháng 2 năm 2024.

## Tóm tắt
Đại ca đi học kể về một tên xã hội đen có ước mơ muốn vào đại học và sở hữu cơ thể của một học sinh trung học 19 tuổi do một tai nạn ngoài ý muốn.

## Diễn viên

### Chính
- Yoon Chan-young vai Song Yi-heon/Kim Deuk-pal[4]

- Kim Deuk-pal: Một tay xã hội đen 47 tuổi của băng đảng Chilsung, người mơ ước được học tập và vào trường trung học vì hoàn cảnh nghèo khó của mình không thể học được. Một ngày nọ, linh hồn của anh nhập vào cơ thể của Song Yi-heon, một học sinh trung học 19 tuổi, khi anh cố gắng ngăn cậu bé tự tử. Không thể thoát khỏi cơ thể của cậu sinh viên trẻ, anh phát hiện ra rằng Song Yi-heon thật đã bị bắt nạt nghiêm trọng khiến anh phải tự tử. Anh quyết định trừng phạt những kẻ bắt nạt mình và giúp cậu vào đại học với điểm cao. Trong quá trình đó, anh kết bạn với lớp trưởng và chàng trai nổi tiếng của trường, Choi Se-kyung.
- Song Yi-heon: Một học sinh trung học 19 tuổi bị bắt nạt và quyết định tự kết liễu cuộc đời mình. Anh là con ngoài giá thú của Chủ tịch Bae, chủ sở hữu của một trong những công ty xây dựng lớn nhất.

- Bong Jae-hyun vai Choi Se-kyung[5]

Lớp trưởng và học sinh gương mẫu của trường, người có vẻ hoàn hảo về mọi mặt nhưng lại ẩn chứa một bí mật. Sau đó anh phát triển một tình bạn đặc biệt với Song Yi-heon.
- Lee Seo-jin vai Kim Deuk-pal (xuất hiện đặc biệt)[6]

Một tên xã hội đen 47 tuổi đã nhập vào cơ thể Song Yi-heon sau khi anh cố gắng cứu cậu. Anh ta là thủ lĩnh đáng kính của băng Chilsung, nhóm đã giải tán sau khi anh ta qua đời.

### Phụ

#### Những người xung quanh Kim Deuk-pal
- Won Tae-min vai Kim Dong-soo[7]

Một thành viên của Chilsung Gang và là cánh tay phải của Deuk-pal.
- Ko Dong-ok vai Jong Cheol[7]

Một thành viên của băng Chilsung.
- Lee Geung-young vai Seo Chil-sung[8]

Thủ lĩnh của Chilsung Gang và là người cố vấn của Deuk-pal.

#### Những người xung quanh Song Yi-heon
- Hwang Bora vai Lee Mi-kyung[8]

Thư ký của Chủ tịch Bae và người quản lý gia đình Yi-heon.
- Lee Hee-jin vai Song Min-seo[8]

Mẹ của Yi Heon, người một mình nuôi nấng anh và từng là một ngôi sao tuổi teen.

#### Những người xung quanh Choi Se-kyung
- Seo Tae-hwa vai Choi Myung-hyun[8]

Cha của Se-kyung và là trưởng công tố viên.

#### Những người trong trường trung học
- Joo Yoon-chan vai Hong Jae-min[9]

Bạn cùng lớp và thủ lĩnh của những kẻ bắt nạt đã hành hạ Yi-heon và sau này trở thành người theo dõi và là bạn của anh.
- Lee Jeong-han vai Byeong-cheol[10]

Bạn cùng lớp và là một trong những kẻ bắt nạt Yi-heon.
- Jung Ji-in vai Kim Ye-ji[11]

Một trong những nữ sinh kết bạn với Yi-heon.